# DDR-Fußball-Oberliga 1980/81
Die DDR-Oberliga 1980/81 war die 32. Auflage der höchsten Spielklasse der DDR. Sie begann am 23. August 1980 und endete am 30. Mai 1981. Der Berliner FC Dynamo verteidigte wiederum am letzten Spieltag, diesmal durch einen 2:1-Sieg gegen den FC Carl Zeiss Jena, seinen Titel aus dem Vorjahr und errang die dritte Meisterschaft.

## Saisonverlauf
Der Titelkampf wurde teilweise von vier Mannschaften bestimmt. Nach der 1. Halbserie lagen mit dem Berliner FC Dynamo, dem 1. FC Magdeburg und Dynamo Dresden drei Mannschaften mit der gleichen Punktzahl an der Tabellenspitze. Gefolgt wurde dieses Trio vom FC Carl Zeiss Jena mit zwei Punkten Rückstand. In der Winterpause (Ende Januar) erlitt Dresden eine unerwartete Schwächung ihrer Mannschaft. Vor dem Abflug der Nationalmannschaft nach Argentinien wurden die Spieler Gerd Weber (Fluchtgefahr), Peter Kotte und Matthias Müller (Mitwisser) inhaftiert und von jedwedem Spielbetrieb ausgeschlossen. Später hieß es nur ganz knapp „Die Spieler wurden wegen politisch-moralischer Verfehlungen aus der SG Dynamo ausgeschlossen“. Diese Lücke war auch nicht mit dem schier unerschöpflichen Reservoir an hoch talentierten Nachwuchsspielern zu schließen. Am Ende belegte Dresden hinter den punktgleichen Magdeburgern Platz vier. Magdeburg, das zwar am 17. Spieltag nochmals die Tabellenführung übernahm, war in der Rückrunde nicht konstant genug, um ernsthaft um den Titel mit zuspielen. Am Ende belegte man Platz drei, auch dank der Dresdner Heimniederlage gegen Riesa am letzten Spieltag. Bemerkenswert ist, dass Jena während der Saison gegen Magdeburg und Dresden nur zwei von acht möglichen Punkten holte. Auch deshalb belegten die international groß aufspielenden Jenaer vor dem letzten Spieltag mit einem Punkt Rückstand auf die Dynamos aus Berlin nur den zweiten Platz.
Der Spielplan sah es vor, dass der Tabellenführer am letzten Spieltag in Berlin auf den Verfolger aus Thüringen traf. Im Gegensatz zum Vorjahr reichte den Berlinern schon ein Unentschieden zur erfolgreichen Titelverteidigung. Die Weinroten gewannen verdient mit 2:1 und schafften den Meister-Hattrick, welches vorher nur dem Dynamo-Namensvetter aus Dresden zwischen 1975 und 1978 gelungen war. Jena verlor 17 Tage nach der Finalniederlage im Europapokal der Pokalsieger (1:2 gegen Dinamo Tbilissi) auch sein zweites Endspiel und wurde Vizemeister. Für Berlin gab am Ende die beste Heimbilanz gegenüber den Kontrahenten den Ausschlag für den Titelgewinn, obwohl man nach über 3 Jahren und 43 ungeschlagenen Spielen gegen nationale Gegner wieder ein Heimspiel verlor. Dies geschah gegen die beste Rückrundenmannschaft, den FC Vorwärts Frankfurt, die am Ende auf Platz fünf einkam und ein breites Mittelfeld anführte. Letzter dieses Feldes, das nichts mit dem Abstieg zu tun hatte, war der Neuling F.C. Hansa Rostock. Die restlichen vier Mannschaften, darunter die beiden Altmeister BSG Sachsenring Zwickau und BSG Wismut Aue, kämpften förmlich bis zur letzten Sekunde mit der BSG Stahl Riesa und dem Neuling BSG Chemie Böhlen um den Klassenerhalt.
Am letzten Spieltag konnten sich Zwickau, Böhlen und Aue aus eigener Kraft retten, wobei Riesa auf Schützenhilfe angewiesen war. Zwickau, das an 23 Spieltagen auf einem Abstiegsplatz stand und davon elfmal Schlusslicht war, gewann nach 34 sieglosen Partien in der Fremde 3:1 beim gesicherten Neuling aus Rostock. Für Zwickau bedeutete das den Klassenerhalt, da man über das bessere Torverhältnis gegenüber den Rivalen verfügte. Aue, das sein Spiel gegen Magdeburg mit 2:1 gewann, hatte gegenüber den Böhlenern das schlechtere Torverhältnis und war auf einen Auswärtssieg des HFC Chemie in Böhlen angewiesen. Die Gastgeber waren mit 9:5 Punkten zwar gut in die Saison gestartet, konnten dieses Niveau aber nicht halten und rutschten immer mehr nach unten ab. Nach zehn sieglosen Spielen verlor Böhlen auch das letzte mit 0:1 und musste nach nur einem Jahr wieder in die DDR-Liga absteigen. Begleitet wurde man von der Elf aus Riesa, dessen Sieg in Dresden nur noch statistischen Wert hatte.

## Abschlusstabelle
| Pl. | Verein                   | Sp. | S  | U | N  | Tore    | Diff. | Punkte |
| --- | ------------------------ | --- | -- | - | -- | ------- | ----- | ------ |
| 1.  | Berliner FC Dynamo (M)   | 26  | 17 | 5 | 4  | 074:310 | +43   | 39:13  |
| 2.  | FC Carl Zeiss Jena (P)   | 26  | 16 | 4 | 6  | 057:290 | +28   | 36:16  |
| 3.  | 1. FC Magdeburg          | 26  | 15 | 4 | 7  | 058:350 | +23   | 34:18  |
| 4.  | SG Dynamo Dresden        | 26  | 16 | 2 | 8  | 049:370 | +12   | 34:18  |
| 5.  | FC Vorwärts Frankfurt    | 26  | 13 | 5 | 8  | 058:400 | +18   | 31:21  |
| 6.  | 1. FC Lokomotive Leipzig | 26  | 12 | 4 | 10 | 046:350 | +11   | 28:24  |
| 7.  | FC Rot-Weiß Erfurt       | 26  | 10 | 7 | 9  | 037:490 | −12   | 27:25  |
| 8.  | Hallescher FC Chemie     | 26  | 11 | 3 | 12 | 041:410 | ±0    | 25:27  |
| 9.  | FC Karl-Marx-Stadt       | 26  | 6  | 9 | 11 | 037:540 | −17   | 21:31  |
| 10. | F.C. Hansa Rostock (N)   | 26  | 6  | 8 | 12 | 035:470 | −12   | 20:32  |
| 11. | BSG Sachsenring Zwickau  | 26  | 7  | 4 | 15 | 032:510 | −19   | 18:34  |
| 12. | BSG Wismut Aue           | 26  | 7  | 4 | 15 | 034:600 | −26   | 18:34  |
| 13. | BSG Stahl Riesa          | 26  | 6  | 5 | 15 | 038:640 | −26   | 17:35  |
| 14. | BSG Chemie Böhlen (N)    | 26  | 5  | 6 | 15 | 025:480 | −23   | 16:36  |

| (M) | Meister der letzten Saison     |
| (P) | Pokalsieger der letzten Saison |
| (N) | Aufsteiger der letzten Saison  |

| Aufsteiger aus der DDR-Liga 1980/81: BSG Energie Cottbus, BSG Chemie Buna Schkopau |

## Kreuztabelle
Die Kreuztabelle stellt die Ergebnisse aller Spiele dieser Saison dar. Die Heimmannschaft ist in der linken Spalte aufgelistet und die Gastmannschaft in der obersten Reihe.
| 1980/1981 | 1980/1981                | Berliner FC Dynamo | FC Carl Zeiss Jena | 1. FC Magdeburg | SG Dynamo Dresden | FC Vorwärts Frankfurt |     | FC Rot-Weiß Erfurt | Hallescher FC Chemie | FC Karl-Marx-Stadt | F.C. Hansa Rostock | BSG Sachsenring Zwickau | BSG Wismut Aue | BSG Stahl Riesa | BSG Chemie Böhlen |
| 01.       | Berliner FC Dynamo       |                    | 2:1                | 1:1             | 2:1               | 1:2                   | 3:0 | 7:1                | 3:0                  | 5:0                | 4:0                | 2:0                     | 5:1            | 4:1             | 2:0               |
| 02.       | FC Carl Zeiss Jena       | 2:2                |                    | 2:3             | 2:0               | 1:1                   | 2:1 | 1:2                | 3:1                  | 5:0                | 1:0                | 5:0                     | 2:0            | 1:0             | 3:1               |
| 03.       | 1. FC Magdeburg          | 2:4                | 3:1                |                 | 1:2               | 4:1                   | 4:1 | 1:2                | 1:0                  | 4:0                | 3:1                | 3:2                     | 4:1            | 5:1             | 2:0               |
| 04.       | SG Dynamo Dresden        | 3:1                | 3:2                | 3:1             |                   | 3:1                   | 2:1 | 2:2                | 3:2                  | 2:0                | 4:0                | 3:2                     | 3:0            | 1:2             | 2:1               |
| 05.       | FC Vorwärts Frankfurt    | 2:1                | 1:2                | 1:2             | 3:0               |                       | 1:2 | 4:1                | 1:0                  | 4:1                | 2:2                | 6:1                     | 5:1            | 5:2             | 4:0               |
| 06.       | 1. FC Lokomotive Leipzig | 0:1                | 0:0                | 1:1             | 2:1               | 6:1                   |     | 4:1                | 3:1                  | 3:1                | 1:2                | 0:0                     | 6:1            | 3:0             | 2:0               |
| 07.       | FC Rot-Weiß Erfurt       | 3:3                | 0:0                | 2:5             | 0:1               | 1:3                   | 1:0 |                    | 1:0                  | 3:2                | 3:1                | 2:1                     | 2:2            | 2:0             | 0:2               |
| 08.       | Hallescher FC Chemie     | 2:1                | 0:1                | 1:1             | 4:2               | 2:3                   | 1:0 | 2:3                |                      | 4:1                | 2:1                | 4:2                     | 2:1            | 3:1             | 2:0               |
| 09.       | FC Karl-Marx-Stadt       | 1:2                | 3:2                | 1:1             | 1:2               | 1:1                   | 6:1 | 1:1                | 2:2                  |                    | 2:0                | 1:1                     | 0:0            | 5:4             | 2:1               |
| 10.       | F.C. Hansa Rostock       | 4:4                | 1:3                | 1:0             | 1:1               | 1:0                   | 2:2 | 1:1                | 1:1                  | 1:1                |                    | 1:3                     | 4:1            | 6:2             | 2:0               |
| 11.       | BSG Sachsenring Zwickau  | 1:3                | 0:3                | 0:1             | 3:0               | 0:2                   | 0:3 | 2:0                | 0:3                  | 1:0                | 2:0                |                         | 3:2            | 5:1             | 2:2               |
| 12.       | BSG Wismut Aue           | 0:5                | 1:4                | 2:1             | 3:1               | 1:1                   | 0:2 | 3:1                | 4:1                  | 0:1                | 1:0                | 2:1                     |                | 2:3             | 3:0               |
| 13.       | BSG Stahl Riesa          | 1:4                | 3:5                | 2:1             | 0:2               | 1:1                   | 1:2 | 0:1                | 2:0                  | 3:3                | 1:0                | 0:0                     | 2:2            |                 | 4:0               |
| 14.       | BSG Chemie Böhlen        | 2:2                | 1:3                | 2:3             | 0:2               | 3:2                   | 2:0 | 1:1                | 0:1                  | 1:1                | 2:2                | 2:0                     | 1:0            | 1:1             |                   |

## Statistik

### Die Meistermannschaft
| Berliner FC Dynamo |
| --- |
| Bodo Rudwaleit (26 Spiele / - Tore) Norbert Trieloff (26/4) Michael Noack (25/-), Rainer Troppa (26/8), Artur Ullrich (26/7) Frank Terletzki (26/5), Ralf Sträßer (24/6), Olaf Seier (16/3) Roland Jüngling (19/2), Bernd Schulz (23/13), Wolf-Rüdiger Netz (25/17) Trainer: Jürgen Bogs |
| außerdem: Falko Götz (17/3), Hans-Jürgen Riediger (13/5), Rainer Ernst (9/1), Dirk Schlegel (8/-), Detlef Helms (4/-), Frank Rohde (4/-), Hartmut Pelka (3/-), Bernd Brillat (2/-), Christian Backs (1/-), Bernd Martins (1/-)                                                           |
| ohne Einsatz: Reinhard Schwerdtner (Tor); Reinhard Lauck, Matthias Prieß |

### Tore
|    | Spieler            | Mannschaft            | Tore |
| -- | ------------------ | --------------------- | ---- |
| 1. | Joachim Streich    | 1. FC Magdeburg       | 20   |
| 2. | Klaus Havenstein   | BSG Chemie Böhlen     | 17   |
| 2. | Wolf-Rüdiger Netz  | Berliner FC Dynamo    | 17   |
| 4. | Rüdiger Schnuphase | FC Carl Zeiss Jena    | 16   |
| 5. | Ralph Conrad       | FC Vorwärts Frankfurt | 14   |

### Zuschauer
- In 182 Spielen kamen 2 265 400 Zuschauer ({\displaystyle \varnothing } 12 445 pro Spiel) in die Stadien.
- Größte Zuschauerkulisse: 34 000 SG Dynamo Dresden – 1. FC Magdeburg (12. Sp.)
 Niedrigste Zuschauerkulisse: 3 000 BSG Chemie Böhlen – Berliner FC Dynamo (10. Sp.)

| Mannschaft               | Gesamt | {\displaystyle \varnothing } | Heim   | {\displaystyle \varnothing } | Auswärts | {\displaystyle \varnothing } |
| ------------------------ | ------ | ---------------------------- | ------ | ---------------------------- | -------- | ---------------------------- |
| Berliner FC Dynamo       | 410100 | 15733                        | 207500 | 15961                        | 202600   | 15584                        |
| FC Carl Zeiss Jena       | 354500 | 13615                        | 135000 | 10384                        | 219500   | 16884                        |
| 1. FC Magdeburg          | 382900 | 14727                        | 177500 | 13653                        | 205400   | 15800                        |
| SG Dynamo Dresden        | 518500 | 19942                        | 335000 | 25769                        | 183500   | 14115                        |
| FC Vorwärts Frankfurt    | 228600 | 8792                         | 80500  | 6192                         | 148100   | 11392                        |
| 1. FC Lokomotive Leipzig | 309000 | 11884                        | 142000 | 10923                        | 167000   | 12846                        |
| FC Rot-Weiß Erfurt       | 319500 | 12288                        | 168500 | 12961                        | 151000   | 11615                        |
| Hallescher FC Chemie     | 342600 | 13177                        | 188000 | 14461                        | 154600   | 11892                        |
| FC Karl-Marx-Stadt       | 261100 | 10042                        | 117400 | 9030                         | 143700   | 11053                        |
| F.C. Hansa Rostock       | 428500 | 16481                        | 291000 | 22384                        | 137500   | 10576                        |
| BSG Sachsenring Zwickau  | 251500 | 9673                         | 114500 | 8807                         | 137000   | 10538                        |
| BSG Wismut Aue           | 274200 | 10546                        | 134000 | 10307                        | 140200   | 10784                        |
| BSG Stahl Riesa          | 230000 | 8846                         | 96500  | 7423                         | 133500   | 10269                        |
| BSG Chemie Böhlen        | 219300 | 8434                         | 77500  | 5961                         | 141800   | 10907                        |

### Verschiedenes
- 322 Spieler kamen zum Einsatz, davon waren 23 in allen Punktspielen dabei.
- 621 Tore ({\displaystyle \varnothing } 3,41 pro Spiel) wurden erzielt, wobei sich 161 Spieler als Torschützen auszeichnen konnten. 
 86 Strafstöße wurden verhängt, wovon 65 verwandelt wurden. Holger Erler von Wismut Aue traf siebenmal, Rüdiger Schnuphase aus Jena und Holger Krostitz vom HFC trafen je fünfmal ins Schwarze. 
 achtmal trafen die Spieler ins eigene Netz. 
 Drei Tore (kein Hattrick) pro Spiel: Vogel (FC Carl Zeiss Jena) gegen Riesa (1. Sp.), Kühn (1. FC Lokomotive Leipzig) gegen Zwickau (7. Sp.), Netz (Berliner FC Dynamo) gegen Erfurt (7. Sp.), Conrad (FC Vorwärts Frankfurt) gegen Zwickau (8. Sp.), Jarohs (F.C. Hansa Rostock) gegen Riesa (10. Sp.), Kühn (1. FC Lokomotive Leipzig) gegen Aue (11. Sp.), Andrich (FC Vorwärts Frankfurt) gegen den Karl-Marx-Stadt (14. Sp.), Pilz (BSG Sachsenring Zwickau) gegen Riesa (16. Sp.), Streich (1. FC Magdeburg) gegen Hansa (16. Sp.), Heun (FC Rot-Weiß Erfurt) gegen den BFC (20. Sp.) und Jarmuszkiewicz (FC Vorwärts Frankfurt) gegen Aue (25. Sp.)
- Es gab 104 Heimsiege, 35 Unentschieden und 43 Auswärtssiege.
- Höchster Sieg: Berliner FC Dynamo – FC Rot-Weiß Erfurt 7:1 (7. Sp.)
Torreichstes Spiel: FC Karl-Marx-Stadt – BSG Stahl Riesa 5:4 (22. Sp.)
- 7 Feldverweise und 362 Verwarnungen verhängten die Unparteiischen, wobei 54 Spieler nach der dritten bzw. sechsten gelben Karte pausieren mussten.

## Fußballer des Jahres 1980/81
|    | Spieler                | Mannschaft         | Punkte |
| -- | ---------------------- | ------------------ | ------ |
| 1. | Hans-Ulrich Grapenthin | FC Carl Zeiss Jena | 346    |
| 2. | Eberhard Vogel         | FC Carl Zeiss Jena | 252    |
| 3. | Rüdiger Schnuphase     | FC Carl Zeiss Jena | 190    |